# François de Négrier
Pour les articles homonymes, voir Négrier.
François Marie Casimir de Négrier, né le 27 avril 1788 au Mans et mort le 25 juin 1848 à Paris, est un général français. 
Il participe notamment aux guerres du Premier Empire, à la conquête de l'Algérie par la France et est tué durant les journées de Juin 1848.
Il est grand officier de la Légion d'honneur. 

## Biographie

### Famille
Son père, le capitaine de vaisseau François Gabriel de Négrier, fuit la France sous la Terreur et se réfugia à Lisbonne. Il avait 12 ans lorsque le général Lannes le prit sous sa protection et l’emmena avec lui dans son ambassade au Portugal. Lannes le confia ensuite aux soins de son aide-de-camp Subervie, qui le ramena en France et surveilla son éducation. 

### Guerres napoléoniennes
Destiné au métier des armes par son illustre protecteur, les succès de la campagne d’Austerlitz enflammèrent tellement le jeune cœur de Négrier que, abandonnant le lycée et ses études, il entra comme simple soldat dans le 2e d’infanterie légère en septembre 1806, et rejoignit immédiatement les bataillons de guerre à la 2e division du 8e corps de la grande armée. Il assista au siège de Hamelin (en) en octobre et y fut nommé caporal le 24 novembre.
Dans la campagne suivante, au siège de Dantzig, avec le 10e corps, Négrier se trouva, le 20 mars 1807, au passage de l'île de Noyat, opération dont le but était de couper les communications de la place avec la mer, et dont le succès valut six décorations aux soldats qui s’y étaient le plus distingués. Il était également à la bataille du 4 avril, où sa compagnie repoussa de la presqu’île de Pilau une colonne prussienne qui fut contrainte de se jeter en désordre dans les bateaux pêcheurs en abandonnant trois-cents prisonniers. Le 17, sa compagnie contribua encore à repousser dans la place une colonne de Russes et de Prussiens qui laissa cinq-cents hommes sur le terrain.
Après la capitulation de Dantzig, le 2e Léger étant passé au 2e corps, Négrier, qui avait été fait sergent le 1er juin, se trouva le 14 à la bataille de Friedland, où un éclat d’obus l’atteignit au-dessus de l’œil gauche, au moment où, formé en carré, son régiment essuyait, l’arme au bras, tout le feu de la droite et du centre de l’armée russe.
Après la paix de Tilsitt, Négrier à qui sa blessure avait mérité l’épaulette d’adjudant-sous-officier le 24 juin, rentra en France et reçut le 1er septembre la décoration de la Légion d'honneur. Il n’avait alors que dix-neuf ans et comptait déjà deux campagnes en moins d’une année de service.

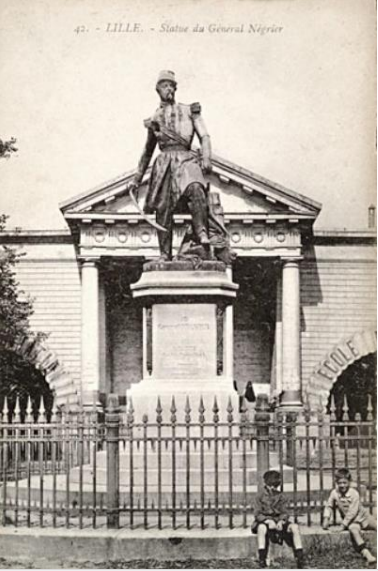
Ancienne statue de François de Négrier à Lille

Du camp de Rennes il passa en Espagne, fut nommé sous-lieutenant le 7 juillet 1808 et lieutenant le 13 novembre ; il combattit, le 10 décembre, à la bataille de Gamonal qui ouvrit aux français les portes de Burgos, et le 11, à la reconnaissance de San Vicente de la Barquera, dans les Asturies. Dans cette affaire, où 10 000 Espagnols furent battus et chassés par un bataillon du 2e Léger, fort de 1 200 hommes, on s’était emparé d’un petit bâtiment chargé de montres. Le général Michel Silvestre Brayer les fit distribuer aux militaires, aux officiers et aux soldats. Négrier se trouva du nombre des récompensés.
Dans la campagne de 1809, il se trouva à la bataille de Cacabelos le 3 janvier, à celles de Lugo, d’Elviña et de La Corogne qui décidèrent la retraite du général anglais Moore. Au Portugal, avec le maréchal Soult, il assista à la bataille du Val de Monterrey, le 5 mars, puis à la retraite de l’armée française devant les armées combinées de sir Arthur Wellesley et du maréchal Beresford.
Le 27 septembre 1810, Négrier reçut, à la bataille de Buçaco un coup de feu à la tête, au moment où les généraux Merle, Foy et Graindorge, un fusil à la main, combattant comme les soldats, faisaient de vains efforts pour maintenir leurs troupes sur la serra de Alcoba.
Nommé capitaine le 31 juillet 1811, il assista l’arme au bras à la bataille de Fuentes de Oñoro, se trouva en 1812 au siège de Castro et à la bataille des Arapyles, qui fut le signal des revers français dans la Péninsule ibérique. En mai 1813, il suivit le mouvement de retraite de l’armée de Portugal sur l’Èbre. Blessé d’un coup de feu à la tête le 21 juin, à la bataille de Vitoria en défendant le pont de l’Ariago et le village d’Abechucho, il conserva néanmoins assez de force pour rester à son poste et se trouva, le 31 août, à la bataille de San Marcial, où il eut le bras droit traversé par une balle.
À l’ouverture de la campagne de 1814, il fut élu chef de bataillon le 4 octobre 1813 et assista aux batailles de Brienne, de La Rothière, de Champaubert et de Vauchamps. Après l’occupation de Méry-sur-Seine par le général Boyer, le 23 février, le corps du feld-maréchal autrichien Schwarzemberg avait mis le feu à la ville, espérant que l’incendie arrêterait les troupes françaises, mais le commandant Négrier, à la tête du 2e de Ligne, s’élança au milieu des flammes, traversant le pont au pas de charge au milieu d’un feu si ardent que quelques gibernes s’enflammèrent et sautèrent. Cet acte héroïque permit aux troupes françaises de rentrer à Troyes avec Napoléon Ier le 25.
Il suivit Napoléon dans sa marche sur Soissons, et dans la nuit qui précéda la bataille de Craonne, il surprit, avec cinq-cents hommes, les Russes dans leur bivouac, en tua un grand nombre et rejeta les autres au-delà du village. Napoléon, témoin de ce beau fait d’armes, le nomma officier de la Légion d’Honneur le 13 mars et accorda vingt-cinq décorations à son bataillon. C’était la dernière fois qu’il participait à cette lutte.
La Restauration le conserva en activité. Après le 20 mars, il fit partie, avec le 2e léger, de la division Reille, 2e Corps, et se trouva engagé le 15 juin 1815 en avant de Thuin contre un corps prussien de 890 hommes qu’il chassa devant lui jusqu’au-delà du pont de Marchiennes. Dans la journée du 16, il combattit aux Quatre-Bras. Le 18, il fit partie de l’attaque du bois et du château de Hougoumont, où il eut la jambe droite traversée par un coup de feu.

### Seconde restauration
À la Seconde Restauration, il échappa encore au licenciement, grâce à sa grande réputation de courage et de talent. De 1816 à 1829, il fut successivement employé dans les grades de major, de lieutenant-colonel et de colonel dans la légion de Lot-et-Garonne, les 54e et 16e Régiments de Ligne, et il reçut la croix de Saint-Louis le 17 août 1822.
Promu au grade de colonel le 22 août 1830 et mis à la tête du 54e de Ligne, il obtint la croix de commandeur de la Légion-d’Honneur le 18 avril 1834, fut compris dans la promotion des maréchaux de camp le 22 novembre 1836 ; il prit le commandement de la subdivision du Pas-de-Calais, le 8 décembre.

### Conquête de l'Algérie
Appelé en mars 1837 à la tête d’une brigade d’infanterie dans la division d’Alger, il séjourna au camp d’observation de Boufarik durant le mois de juin, et remplaça le gouverneur général dans la province d’Alger pendant la seconde expédition de Constantine.
À la fin de novembre, le maréchal Valée lui confia le commandement de Constantine et de ses dépendances, et en août 1838, il fut chargé de compléter la reconnaissance du chemin de Constantine à Stora. Sa marche hardie dans une contrée où les Turcs n’osaient pas s’aventurer étonna les Kabyles. Dès lors, commença, sous sa direction, l’exécution de cette voie militaire, longue de 22 lieues, qui conduit en trois jours de marche de Constantine à la mer.
Vers le même temps, le commandant de Mjez Amar ayant été arrêté par les Haraktas, dans une reconnaissance, le général Négrier marcha pour les punir mais, à l’apparition de ses troupes, cette tribu demanda l’aman et se soumit à la réparation qu’il exigea d’elle, puis comme l’ex-bey El-Hadj-Ahmed s’approchait de Constantine qu’il espérait surprendre, le général se porta au-devant de lui et le contraignit à reculer sans combat.
À la suite d'exactions particulièrement ignobles et d'actes d'insubordination arrivés jusqu'à la Chambre des Pairs comme de la presse, le général Négrier fut désavoué par le Maréchal Valée, et rappelé par le ministre de la guerre le 18 juillet 1838. Si le maréchal, son supérieur, souhaitait obtenir le ralliement des tribus par des méthodes diplomatiques, Négrier était le partisan résolu de la manière forte. Selon Ernest Mercier dans son Histoire de Constantine, "Négrier parlait de faire couper 10 têtes d'arabes par jour et ce n'était pas une boutade". Dévastations de cultures et de villages, enfumades, emmurades, razzias, têtes d'enfants exhibées sur pointes de sabres, bras de femmes coupés pour leurs anneaux et oreilles coupées pour leurs boucles, telle était la méthode Négrier. Il fut remplacé par le Général Galbois, "caractère droit et honnête" (Charles-Robert Ageron Administration directe ou protectorat: conflit de méthodes sur l'organisation de la province de Constantine, page 28).
Rappelé en France en juillet 1838, le général Négrier prit le commandement du département du Nord. En janvier 1839, on lui confia celui de la 2e brigade, 3e division, rassemblée sur cette partie de la frontière, et il rentra dans sa subdivision au licenciement des corps d’observation le 25 mai. Vers la fin de juin, il eut le commandement de la 4e division d’infanterie à Paris, fut employé au camp de Fontainebleau en 1839 et 1840, alla en mission à Heilbronn pour assister aux manœuvres des troupes du 8e corps de la confédération germanique. Envoyé de nouveau en Algérie à la fin de janvier 1841, il reprit le commandement supérieur de la province de Constantine.
Abd el-Kader avait conservé du côté de Msilah, au sud-ouest de Sétif, un reste d’influence qu’il importait de détruire. À cet effet, le général Négrier se rendit à Msilah, en mai, à la tête d’une forte colonne. Il y fit reconnaître l’autorité d’El Mokrani, calife, par un grand nombre de tribus qui vinrent faire leur soumission et pourvut aux dispositions nécessaires pour neutraliser le califat d’Abd-el-Kader.
Créé lieutenant-général le 18 décembre 1841, il ouvrit la campagne de 1842, en repoussant, en janvier, une attaque dirigée contre Msilah par Ben Omar, calife de l’Émir. Le 31 mai, il prit possession de Tebessa, situé à 35 lieues sud-est de Constantine, et après avoir donné dans cette ancienne colonie romaine l’investiture, au nom de la France, à des autorités indigènes, il revint à Constantine en dissipant les rassemblements qui voulaient lui disputer le passage.
À nouveau il fut rappelé par le ministre de la guerre SOULT fin 1842 , ses exactions ayant à nouveau fait l'objet d'interpellations à la Chambre des Pairs les 16 avril et 17 mai 1842. Le 9 juin 1842 le maréchal Valée révéla qu'il avait encore dû sévir contre les méthodes du général Négrier. Charles-André JULIEN dans "Histoire de l'Algérie contemporaine" écrit : "Le ministère a dû par des ordres formels modérer la rigueur de ce général" (page 228), accusé de sauvageries extrêmes, décapitations et autres "actes atroces". "Négrier exécutait avec une telle désinvolture qu'on dut lui retirer son commandement" (page 322).
Rentré en France le 21 janvier 1843, le général Négrier commanda successivement les 13e et 16e divisions militaires, à Rennes et à Lille, fut nommé inspecteur général d’infanterie en 1845 et 1846, et reçut la croix de grand officier le 22 avril 1847. Au mois de mai 1848 le gouvernement provisoire lui conserva le commandement de la nouvelle 2e division, et il vint à la même époque siéger à l’Assemblée nationale en qualité de représentant du département du Nord.

### Les journées de juin 1848
Dès ses premières réunions, l’Assemblée pressentant les dangers qu’elle aurait à courir, lui avait confié les fonctions de questeur. Dans la matinée du 23 juin, vers midi, il avait successivement passé en revue, sur la place de la Concorde, les 4e, 19e et 22e bataillons de garde mobile qui étaient partis pleins d’enthousiasme pour le Petit-Pont, la rue Saint-Séverin et la rue Saint-Jacques, sous la conduite des généraux Duvivier et Bedeau. Deux mille hommes fournis par les 10e et 11e légions de la garde nationale restèrent sous ses ordres, bivouaqués sur la place du Palais jusqu’au lendemain 24 ; mais le 25, voyant la lutte se prolonger et n’écoutant que son ardeur, il monta à cheval à une heure de l’après-midi, serra une dernière fois la main du président de l’Assemblée nationale, et partit avec une colonne composée de six compagnies du 28e régiment de ligne, de deux compagnies du 69e et du 4e de la garde mobile qu’il conduisit d’abord sur la place de l'Hôtel-de-Ville et qu’il porta ensuite en suivant les quais vers le Grenier d’abondance d’où partait le feu des insurgés embusqués dans les décombres et dans les jardins environnants. Il avait déjà parcouru le boulevard Bourdon dans toute sa longueur et renversé les nombreux obstacles qui s’opposaient à sa marche, lorsque, arrivé à la barricade parallèle à la rue Beautreillis, il fut atteint d’un coup de feu dans des circonstances restées troubles, puisque le coup de feu émana de sa propre troupe ( Renard Georges "Les journées de juin 1848") et tomba expirant dans les bras d’un sous-officier du 69e. Il était sept heures et demie du soir. Sa mort, loin d’intimider les soldats, excita leur ardeur, et d’un dernier élan ils franchirent les barricades qui les séparaient encore de la colonne de Juillet.
Paris a voulu conserver son cœur et en a confié la garde aux soldats français invalides. Lille a réclamé son corps, qu’une députation lui a porté solennellement. Le 2 juillet, il est inhumé au cimetière de l'Est en présence du Préfet qui lui rend hommage. Deux jours plus tard, la rue Française de Lille est rebaptisée rue Négrier.
Son jeune fils, soldat au 7e régiment de ligne, a été nommé sous-lieutenant, et sa veuve, indépendamment de la pension de retraite à laquelle lui donne droit la législature, obtint, à titre de récompense nationale, une seconde pension de 3 000 francs, réversible sur chacun de ses deux enfants.
Négrier fut remplacé, dans ses fonctions de questeur par le général Lebreton, représentant d'Eure-et-Loir.

### Famille
Il était l'oncle du général Oscar de Négrier. Sa descendance comprend les familles Labrousse de Lascaux, Darblay et La Rochefoucauld-Montbel.

## Décoration et hommages
- Grand officier de la Légion d'honneur (1847).
- une rue de la ville de Lille porte son nom (rue Négrier).
- une voie de la ville de Paris porte son nom (Cité du Général Négrier).
- son cœur est conservé dans la crypte des gouverneurs de la cathédrale Saint-Louis des Invalides.
- une statue le représentant avait été érigée à Lille en 1849 et a été enlevée en 1945 [3].